# مارك لوغان
مارك لوغان (17 أبريل 1960 بديربان في جنوب أفريقيا - ) (بالإنجليزية: Mark Logan)‏ هو لاعب كريكت جنوب أفريقي.

## وصلات خارجية
- مارك لوغان على موقع إي آس بي آن كريك إنفو (الإنجليزية)